# محمد وائل الزعبي
محمد وائل الزعبي (15 أبريل 1999م)؛ لاعب كرة قدم يلعب في نادي الرمثا، وشارك مع المنتخب الأردني لكرة القدم والمنتخب الأولمبي الأردني.

## مسيرته
بدأ مسيرته في الفئات العمرية لنادي الرمثا حتى عام 2018 وطلب المدير الفني نبيل الكوكي ترفيع اللاعب للفريق الأول، وخلال مسيرته تعرض إلى أصابة خلال مشاركته في مباريات المنتخب الأولمبي في نهائيات آسيا. استدعت علاجه في مركز سبيتار الذي يعتبر صرحا علاجيا عالميا يستقبل الكثير من نجوم كرة القدم في العالم.

## روابط خارجية
- صفحة اللاعب على موقع كوورة الرياضي
- صفحة اللاعب على موقع الاتحاد الأردني لكرة القدم